# 빌라시미우스
빌라시미우스(Villasimius, it; 사르데냐어: Crabonaxa sc)는 이탈리아 사르데냐주 수드사르데냐도에 있는 코무네로, 칼리아리에서 동쪽으로 약 35 킬로미터 (22 mi) 떨어져 있다.

## 역사
전략적으로 중요한 위치 때문에 빌라시미우스 지역은 선사 시대부터 사람이 살았으며, 이는 누라게 (기원전 19세기–6세기), 페니키아-카르타고 (기원전 7세기–2세기), 고대 로마 (기원전 3세기 – 서기 6세기) 유적이 증명한다.
주디카티 (사르데냐 왕국), 아라곤 왕국, 스페인 통치 기간 동안 이 지역은 수많은 해적 습격을 겪었고 점점 황폐해졌다. 마을 이름은 적어도 13세기부터 카르보나라였으며, 19세기 초 사르데냐 왕국-피에몬테 통치 하에 있을 때 재인구화되어 1838년에 코무네가 되었다. 빌라시미우스의 경제는 전통적으로 농업과 목축업을 기반으로 했으며, 1875년부터는 화강암 채굴을 시작했다. 관광 산업은 1960년대 후반에 시작되어 현재 빌라시미우스의 주요 경제 활동이다.
1998년에는 카포 카르보나라 국립 해양 공원이 조성되었다. 이 공원은 빌라시미우스의 서쪽 경계인 솔라나스부터 북쪽 경계인 카스티아다스까지 칼리아리 동부 만의 곶 주변 모든 해역을 포함한다.

## 주요 명소

### 해변
이 지역의 가장 중요한 해변 으로는 칼라 부로니, 칼라 카테리나, 캄푸스, 피스카데두스, 포르토 지운코, 포르토 사 룩시, 푼타 몰렌티스, 시미우스, 스피아자 델 리소, 티미 아마 등이 있다.

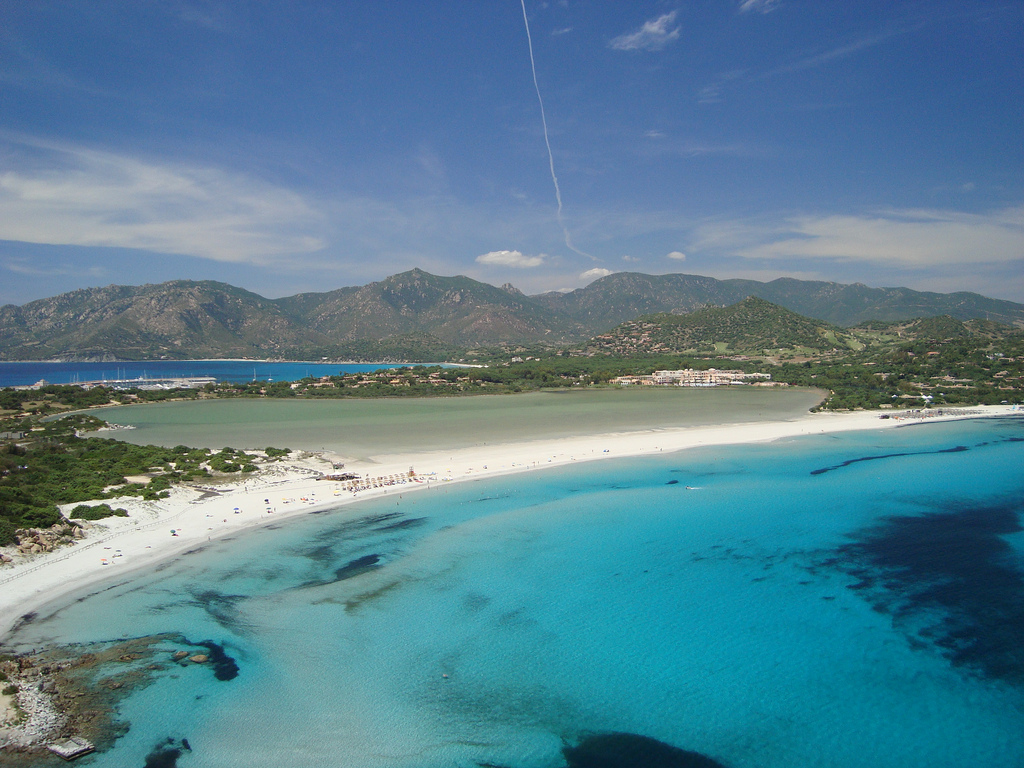
빌라시미우스 해변